# August Franz Heinrich Naumann

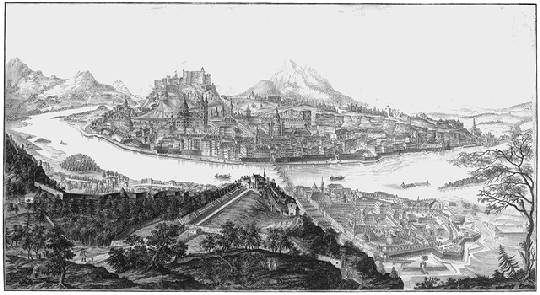
Salisburgo nell'anno 1791

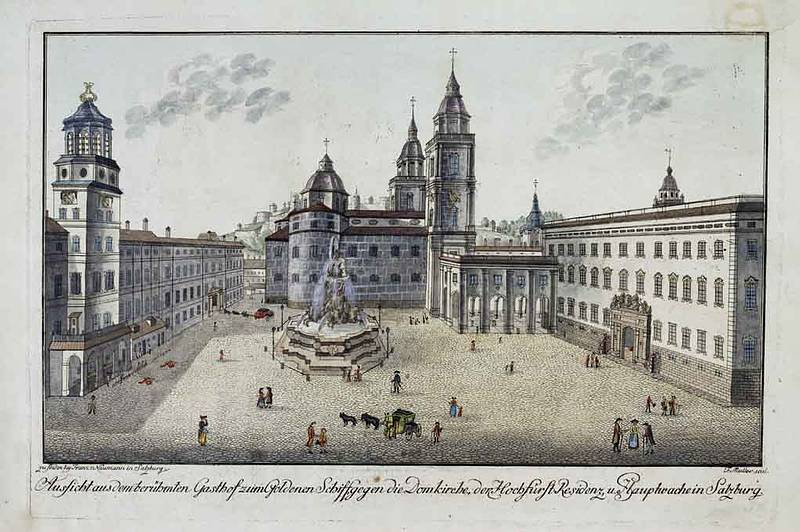
Il duomo e la residenza di Salisburgo nel 1791

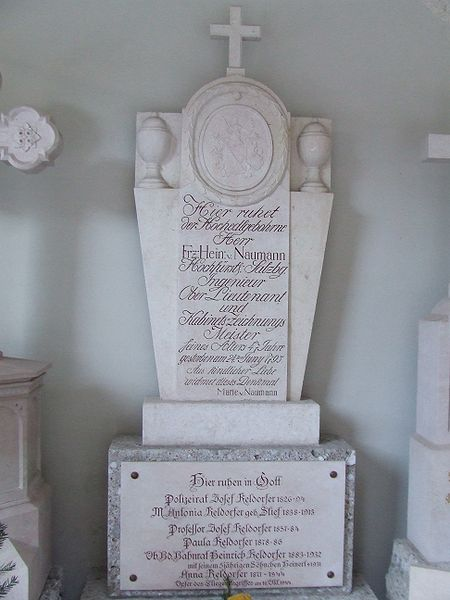
Tomba di Naumann nel cimitero di Petersfriedhof a Salisburgo

August Franz Heinrich Naumann (Merseburg, 12 giugno 1749 – Salisburgo, 26 giugno 1795) è stato un militare e pittore tedesco.

## Biografia
Naumann era figlio del tenente colonnello sassone Franz Rudolf Naumann (1703-1755) e della sua seconda moglie, Henrietta Maria von Ende, nonché nipote del ben più noto architetto barocco Johann Christoph von Naumann (1664-1742) e pronipote dell'architetto Joachim Daniel von Jauch (1688-1754).
Interessatosi sin da giovane all'architettura, studiò con suo zio Johann Christoph di Naumann (1691-1779) che a quel tempo era colonnello dei genieri delle truppe imperiali ed entrò ufficialmente nell'esercito nel 1761 col grado di sergente. Con questo grado prese parte alla Guerra dei Sette anni come membro di una compagnia militare per tre anni (1761-1763). Nel 1767 abbandonò definitivamente il servizio militare per dedicarsi alla sua vera passione, l'arte appunto. Per questo scopo, divenne allievo di Franz Leonhard Herget (1741-1800) sino a quando questi non divenne professore alla Scuola di Ingegneria di Praga. Nel 1768, Naumann rientrò nuovamente nell'esercito ma questa volta col grado di sottotenente al servizio dell'esercito reale di Sassonia. Nel 1785 venne promosso al grado di tenente e venne affidato al Distretto Tecnico.
Sperimentò nel frattempo alcuni dei rudimenti di pittura e architettura appresi realizzando alcune opere a Linz nel 1786 e trovando poi un nuovo importante impulso dal 1788 quando passò al servizio dell'arcivescovo Hieronymus von Colloredo a Salisburgo: lo spirito progressista del prelato aveva attirato in Austria molti eminenti scienziati, scrittori, pittori e musicisti provenienti dal mondo di lingua tedesca. A Salisburgo, Naumann si distinse in particolare come vedutista della città e fu al servizio del governo locale per realizzare la mappatura del nuovo catasto voluto dall'arcivescovo.
Morì a Salisburgo il 26 giugno 1795 e venne sepolto nel locale cimitero di Petersfriedhof.